# Raikovska, Loveci
Raikovska (în bulgară Райковска) este un sat în comuna Troian, regiunea Loveci,  Bulgaria. 

## Demografie
Componența etnică a satului Raikovska
     Bulgari (97,36%)
     Nicio identificare (2,63%)
     Altele (0%)
La recensământul din 2011, populația satului Raikovska era de 38 locuitori. Din punct de vedere etnic, majoritatea locuitorilor (97,36%) erau bulgari. Pentru 2,63% din locuitori nu este cunoscută apartenența etnică.